# 材木

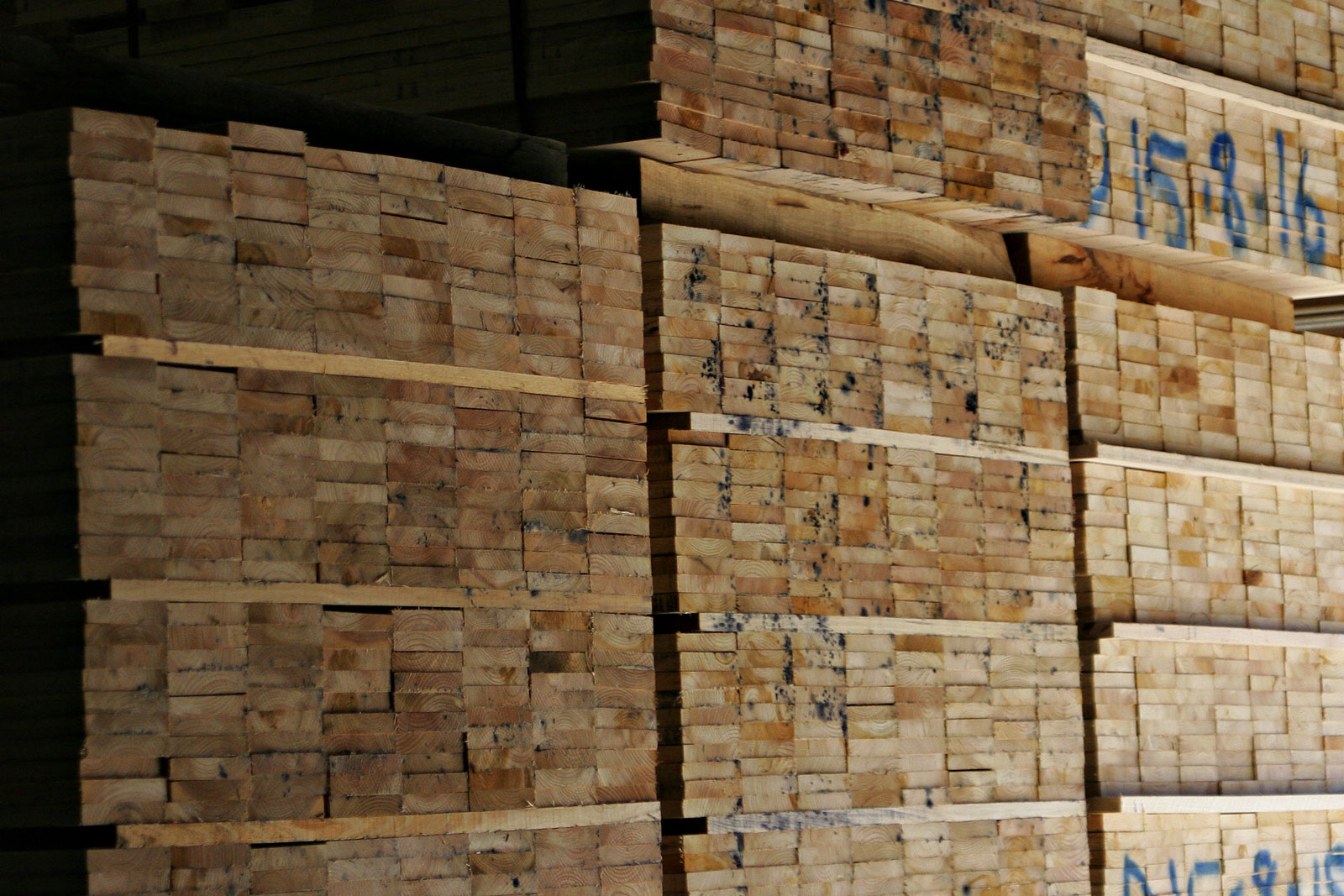
ビクトリア州の「セイタカユーカリ」から切り出された木材

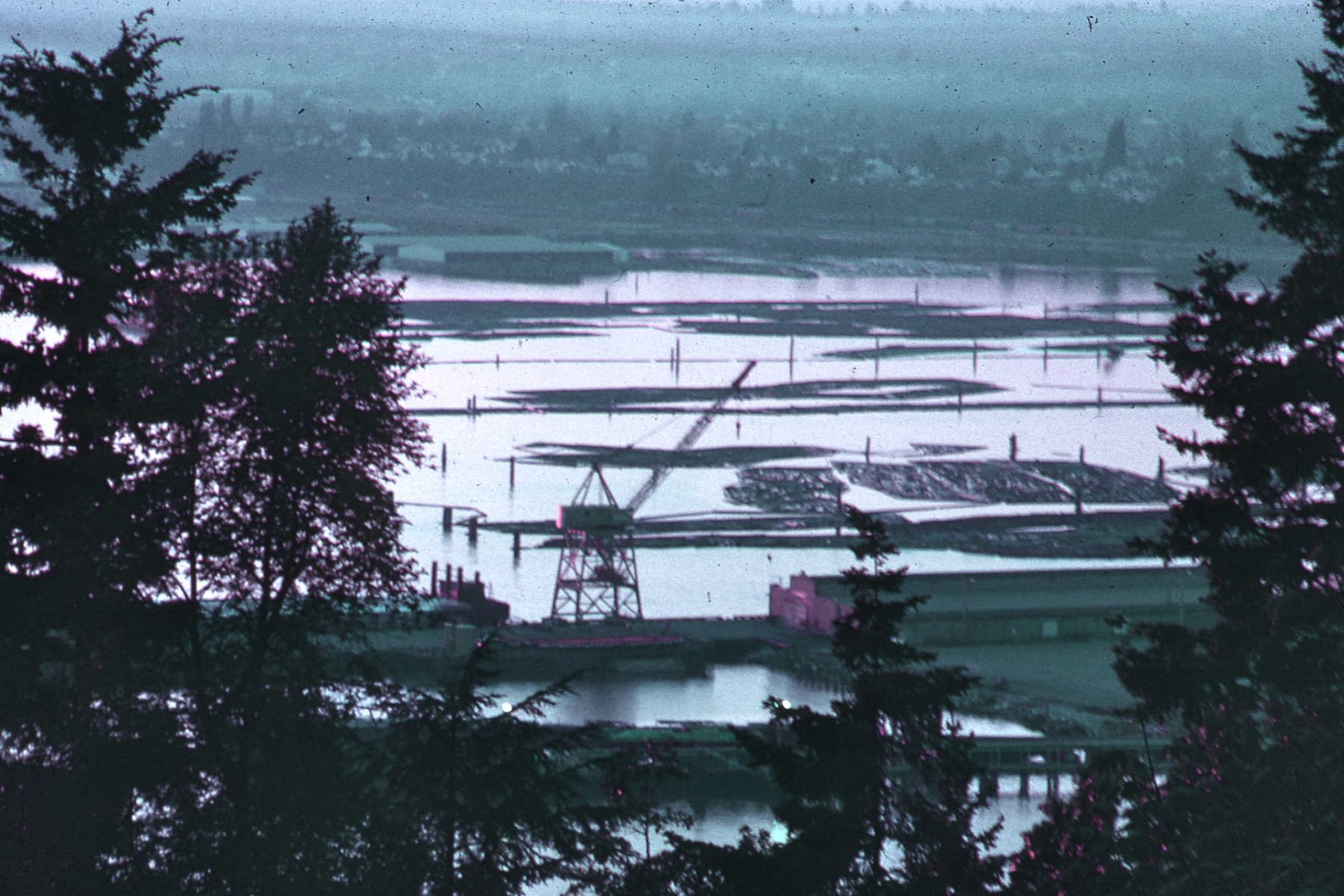
ベリンハム (ワシントン州)の、丸太で満たされた港、1972年

材木（ざいもく、lumber または timber）とは、木材生産の工程において角材と板材に加工された木材の一種である。
材木は構造用に使われるのが主であるが、その他の用途も多い。

## 解説
材木には二つの主なタイプがある。粗く挽いて製材されるか、表面が一つ以上仕上げられるかの何れかである。パルプ材以外の「ラフ材」は、更に切って作る必要がある家具などの原材となる。樹種は堅木が多く利用されるが、ホワイトパインやレッドパインなどの軟木も、価格が安いためよく用いられる。
仕上げられた「製材品」は、主に建築業向けに規格化されたサイズで供給されており、マツ・モミ・トウヒ（総称してSPF）、スギ、ツガなどの、毬果植物からなる軟木が主であるが、高級床材用の堅木もある。堅木よりも軟木から作られることが一般的であり、材木の80%は軟木から得られる。

## 用語
米国とカナダでは、製材された板が「lumber」と呼ばれ、「timber」は立ち木や伐られた木を指す。
対して英国とその他の英連邦諸国では、「timber」の語が両方の意味で用いられる（「Lumber」の語は木材に関してはめったに使われず、不用品など他の意味になる）。

## あわせて見る
- ウッドデッキ
- 集成材
- 堅木材の生産
- 木材の一覧
- 伐採
- 樵
- 非材木林産物
- 材木のリサイクル
- 木材の保存
- 木質材料
- 木材産業
- 木工

## 参照
1. ↑  “Southern Pine Cost Estimates”. patscolor.com. 2014年11月25日閲覧。
2. ↑  “Hardwood vs Softwood - Difference and Comparison”.   Diffen. 2015年5月31日閲覧。
3. ↑  “Conceptual Reference Database for Building Envelope Research”. 2008年2月23日時点のオリジナルよりアーカイブ。2008年3月28日閲覧。